# Vạn Thiện
Vạn Thiện là một xã thuộc huyện Nông Cống, tỉnh Thanh Hóa, Việt Nam.

## Địa lý
Xã Vạn Thiện nằm ở trung tâm huyện Nông Cống, có vị trí địa lý:
- Phía đông giáp xã Minh Nghĩa
- Phía tây giáp thị trấn Nông Cống
- Phía nam giáp các xã Thăng Long, Thăng Thọ và Thăng Bình
- Phía bắc giáp thị trấn Nông Cống và xã Minh Nghĩa.

Xã có diện tích 6,58 km², dân số năm 2014 là 4.445 người, mật độ dân số đạt 675 người/km².

## Lịch sử
Năm 1954, xã Vạn Thiện được chia thành ba xã Vạn Thiện, Vạn Hòa và Vạn Thắng.
Ngày 5 tháng 1 năm 1987, Hội đồng Bộ trưởng ban hành Quyết định số 4-HĐBT. Theo đó, thành lập thị trấn Nông Cống, huyện lỵ huyện Nông Cống trên cơ sở tách 45,26 ha diện tích tự nhiên và 2.393 người của xã Minh Thọ; 56,44 ha diện tích tự nhiên và 1.372 người của xã Vạn Thiện và 10,27 ha diện tích tự nhiên và 191 người của xã Vạn Hòa.
Sau khi điều chỉnh địa giới hành chính, xã Vạn Thiện còn lại 737,1 ha diện tích tự nhiên và 3.723 người.
Ngày 15 tháng 5 năm 2015, Ủy ban Thường vụ Quốc hội ban hành Nghị quyết số 935/NQ-UBTVQH13. Theo đó, điều chỉnh 74,61 ha diện tích tự nhiên và 1.217 người của xã Vạn Thiện (30,59 ha và 653 người của thôn Quyết Thanh 1; 10,97 ha và 279 người của thôn Thiện Sơn; 33,05 ha và 285 người của thôn Cộng Hòa) vào thị trấn Nông Cống.
Sau khi điều chỉnh địa giới hành chính, xã Vạn Thiện còn lại 658,19 ha diện tích tự nhiên và 4.445 người, gồm 8 thôn: Cao Nhuận, Tân Trù, Tân Lập, Xóm Giữa, Xóm Chuyền, Liên Minh, Quyết Thanh 2, Cộng Hòa.